# Stolephorus chinensis
Stolephorus chinensis är en fiskart som först beskrevs av Günther, 1880.  Stolephorus chinensis ingår i släktet Stolephorus och familjen Engraulidae. Inga underarter finns listade i Catalogue of Life.